# Ponce Inlet
Ponce Inlet ist eine Stadt im Volusia County im US-Bundesstaat Florida. Das U.S. Census Bureau hat bei der Volkszählung 2020 eine Einwohnerzahl von 3.364 ermittelt.

## Geographie
Ponce Inlet grenzt direkt an die Städte Port Orange (Nordwesten) und New Smyrna Beach (Südosten) und liegt am Atlantik sowie am Halifax River (einem Teil des Intracoastal Waterway) an der Ostküste Floridas. Die Stadt befindet sich rund 40 Kilometer östlich von DeLand sowie etwa 80 Kilometer nordöstlich von Orlando.

## Demographische Daten
Laut der Volkszählung 2010 verteilten sich die damaligen 3032 Einwohner auf 2958 Haushalte. Die Bevölkerungsdichte lag bei 270,7 Einw./km². 97,0 % der Bevölkerung bezeichneten sich als Weiße, 0,1 % als Afroamerikaner, 0,3 % als Indianer und 1,0 % als Asian Americans. 0,4 % gaben die Angehörigkeit zu einer anderen Ethnie und 1,3 % zu mehreren Ethnien an. 1,8 % der Bevölkerung bestand aus Hispanics oder Latinos.
Im Jahr 2010 lebten in 10,6 % aller Haushalte Kinder unter 18 Jahren sowie 50,7 % aller Haushalte Personen mit mindestens 65 Jahren. 66,6 % der Haushalte waren Familienhaushalte (bestehend aus verheirateten Paaren mit oder ohne Nachkommen bzw. einem Elternteil mit Nachkomme). Die durchschnittliche Größe eines Haushalts lag bei 1,98 Personen und die durchschnittliche Familiengröße bei 2,35 Personen.
9,3 % der Bevölkerung waren jünger als 20 Jahre, 9,5 % waren 20 bis 39 Jahre alt, 28,6 % waren 40 bis 59 Jahre alt und 52,5 % waren mindestens 60 Jahre alt. Das mittlere Alter betrug 61 Jahre. 49,4 % der Bevölkerung waren männlich und 50,6 % weiblich.
Das durchschnittliche Jahreseinkommen lag bei 69.944 $, dabei lebten 4,7 % der Bevölkerung unter der Armutsgrenze.
Im Jahr 2000 war Englisch die Muttersprache von 97,05 % der Bevölkerung, spanisch sprachen 1,67 % und 1,28 % sprachen deutsch.

## Sehenswürdigkeiten
Am 22. September 1972 wurde die Ponce De Leon Inlet Lightstation in das National Register of Historic Places eingetragen.

## Verkehr
Ponce Inlet wird vom U.S. Highway 1 (SR A1A) tangiert.
Der nächste Flughafen ist der rund 15 Kilometer nordwestlich gelegene Daytona Beach International Airport.

## Kriminalität
Die Kriminalitätsrate lag im Jahr 2010 mit 66 Punkten (US-Durchschnitt: 266 Punkte) im niedrigen Bereich. Es gab einen Raubüberfall, neun Einbrüche und 28 Diebstähle.